# Christine Groene
Christine Groene (* um 1945, verheiratete Christine Bazille) ist eine französische Badmintonspielerin. France Groene ist ihre Schwester. 

## Karriere
Christine Groene siegte 1963 bei den französischen Juniorenmeisterschaften im Dameneinzel. 1964 verteidigte sie den Titel. Im letztgenannten Jahr gewann sie auch den Titel im Mixed bei den Erwachsenen gemeinsam mit Christian Badou.

## Sportliche Erfolge
| Saison    | Veranstaltung                      | Disziplin   | Platz | Name                               |
| --------- | ---------------------------------- | ----------- | ----- | ---------------------------------- |
| 1962/1963 | Französische Juniorenmeisterschaft | Dameneinzel | 1     | Christine Groene                   |
| 1963/1964 | Französische Juniorenmeisterschaft | Dameneinzel | 1     | Christine Groene                   |
| 1963/1964 | Französische Meisterschaft         | Mixed       | 1     | Christian Badou / Christine Groene |